# Gloria Kotnik
Gloria Kotnik (Slovenj Gradec, 1 juni 1989) is een Sloveense snowboardster. Ze vertegenwoordigde haar vaderland op de Olympische Winterspelen 2010, 2014, 2018 en 2022.

## Carrière
Kotnik maakte haar wereldbekerdebuut op 7 oktober 2005 in Landgraaf, acht dagen later scoorde de Sloveense in Sölden haar eerste wereldbekerpunten. Op de FIS wereldkampioenschappen snowboarden 2007 in Arosa eindigde ze als 34e op de parallelreuzenslalom en als 41e op de parallelslalom. In Gangwon nam Kotnik deel aan de FIS wereldkampioenschappen snowboarden 2009. Op dit toernooi eindigde ze als 21e op de parallelslalom en als dertigste op de parallelreuzenslalom. Tijdens de Olympische Winterspelen van 2010 in Vancouver eindigde ze als 27e op de parallelreuzenslalom.
Op de FIS wereldkampioenschappen snowboarden 2011 in La Molina eindigde Kotnik als 23e op zowel de parallelslalom als de parallelreuzenslalom. In Stoneham-et-Tewkesbury nam ze deel aan de FIS wereldkampioenschappen snowboarden 2013. Op dit toernooi eindigde ze als 22e op de parallelslalom en als 33e op de parallelreuzenslalom. In december 2013 behaalde Kotnik in Carezza haar eerste toptienklassering in een wereldbekerwedstrijd. Tijdens de Olympische Winterspelen van 2014 in Sotsji eindigde ze als 23e op de parallelslalom en als 24e op de parallelreuzenslalom.
Op de FIS wereldkampioenschappen snowboarden 2015 in Kreischberg eindigde Kotnik als 24e op de parallelslalom en als 32e op de parallelreuzenslalom. In de Spaanse Sierra Nevada nam de Sloveense deel aan de FIS wereldkampioenschappen snowboarden 2017. Op dit toernooi eindigde ze als 22e op de parallelslalom en als 28e op de parallelreuzenslalom. Tijdens de Olympische Winterspelen van 2018 in Pyeongchang eindigde ze als vijftiende op de parallelreuzenslalom.
Op de FIS wereldkampioenschappen snowboarden 2019 in Park City eindigde Kotnik als 31e op zowel de parallelslalom als de parallelreuzenslalom. Tijdens de Olympische Winterspelen van 2022 in Peking veroverde de Sloveense de bronzen medaille op de parallelreuzenslalom.

## Resultaten

### Olympische Winterspelen
| Jaar | Plaats      | Resultaten                                  |
| ---- | ----------- | ------------------------------------------- |
| 2010 | Vancouver   | 27e Parallelreuzenslalom                    |
| 2014 | Sotsji      | 23e Parallelslalom 24e Parallelreuzenslalom |
| 2018 | Pyeongchang | 15e Parallelreuzenslalom                    |
| 2022 | Peking      | Parallelreuzenslalom                        |

### Wereldkampioenschappen
| Jaar | Plaats        | Resultaten                                  |
| ---- | ------------- | ------------------------------------------- |
| 2007 | Arosa         | 41e Parallelslalom 34e Parallelreuzenslalom |
| 2009 | Gangwon       | 2̀1e Parallelslalom 30e Parallelreuzenslalom |
| 2011 | La Molina     | 23e Parallelslalom 23e Parallelreuzenslalom |
| 2013 | Stoneham      | 22e Parallelslalom 33e Parallelreuzenslalom |
| 2015 | Kreischberg   | 24e Parallelslalom 32e Parallelreuzenslalom |
| 2017 | Sierra Nevada | 22e Parallelslalom 28e Parallelreuzenslalom |
| 2019 | Park City     | 31e Parallelslalom 31e Parallelreuzenslalom |

### Wereldbeker
Eindklasseringen
| Seizoen   | Algm | PAR | PGS | PSL |
| --------- | ---- | --- | --- | --- |
| 2005/2006 | 168e | 67e | –   | –   |
| 2006/2007 | 112e | 45e | –   | –   |
| 2007/2008 | 68e  | 29e | –   | –   |
| 2008/2009 | 97e  | 33e | –   | –   |
| 2009/2010 | 80e  | 33e | –   | –   |
| 2010/2011 | 42e  | 24e | –   | –   |
| 2011/2012 | –    | 30e | –   | –   |
| 2012/2013 | –    | 36e | 35e | 34e |
| 2013/2014 | –    | 22e | 27e | 15e |
| 2014/2015 | –    | 35e | 35e | 33e |
| 2016/2017 | –    | 34e | 35e | 26e |
| 2017/2018 | –    | 15e | 11e | 17e |
| 2018/2019 | –    | 16e | 12e | 19e |
| 2019/2020 | –    | 14e | 16e | 14e |
| 2021/2022 | –    |     |     |     |